# Каменка (Атяшевский район)
Каменка — село в Атяшевском районе Мордовии. Входит в состав Козловского сельского поселения.

## География
Расположено на речке Драевке, в 20 км от районного центра и 8 км от железнодорожной станции Бобоедово.

## История
В 1-й половине 17 в. Каменка принадлежала И. С. Чиркову. Согласно Генеральному межеванию 1785 года, д. Каменка (36 дворов; 104 чел.) являлась собственностью помещиков А. В. Анненкова и Л. И. Чиркова. По сведениям 10-й ревизии (1859), Каменка — деревня владельческая из 28 дворов Ардатовского уезда. В начале XX века — 84 двора (672 чел.). В 1930-е годы в округе были организованы колхозы «Соцземледелие» (с. Каменка), «Пробуждение» (с. Керамсурка), имени Будённого (д. Елхи), имени 16-го партсъезда (с. Троицкое). В 1960 году был создан объединённый колхоз имени Свердлова, в 1997 году — СХПК «Каменский». В Каменке имеются основная школа, Дом культуры, библиотека, медпункт, магазины и столовая. Каменка — родина педагога А. С. Камаева.

## Население
| 2002 | 2010 |
| ---- | ---- |
| 300  | ↘253 |

Национальный состав
Согласно результатам Всероссийской переписи населения 2002 года, в национальной структуре населения русские составляли 90 %.

## Источник
- Энциклопедия Мордовия, И. С. Марискин, О. И. Марискин.